# Thomas Compaoré
Thomas Compaoré (* 9. September 1987 in Ouagadougou, Burkina Faso; † 5. Mai 2011 in Beauvais, Frankreich) war ein burkinischer Basketballspieler. Compaoré startete seine professionelle Karriere in Deutschland bei ALBA Berlin, bevor er 2006 nach Frankreich zurückkehrte, wo er aufgewachsen war. Anschließend spielte er neben französischen Vereinen auch in Katar. Nach Herzrhythmusstörungen unterbrach er seine professionelle Karriere, doch im Mai 2011 unternahm er einen Fitness-Test, der zu einem tödlichen Herzversagen führte.

## Karriere
Compaoré wuchs im französischen Beauvais auf und wurde vom deutschen Erstligisten ALBA Berlin entdeckt, der mit ihm einen Ausbildungsvertrag 2004 schloss. Anschließend spielte er in der Saison 2004/05 für ALBAs Kooperationspartner TuS Lichterfelde in der damals drittklassigen Regionalliga. In der folgenden Spielzeit, in der der TuS die Rückkehr in die 2. Basketball-Bundesliga schaffte, hatte er zudem mit einer Doppellizenz fünf Kurzeinsätze in der Erstliga-Mannschaft von ALBA in der höchsten Spielklasse Basketball-Bundesliga. Am Ende der Spielzeit kam es zu einem Streit mit seinem Arbeitgeber ALBA Berlin, da Compaoré, unzufrieden mit seiner Situation, den Vertrag lösen wollte. Aus diesem Grunde wandte er sich an die nicht anerkannte Spielergewerkschaft SP.IN, die wegen seines vorgeblich unzureichenden Ausbildungsvertrages auf eine Unrechtmäßigkeit seiner Aufenthaltserlaubnis argumentierte. ALBA Berlin und Compaoré lösten schließlich ihr Vertragsverhältnis.
In der Saison 2006/07 spielte Compaoré beim französischen Zweitligisten ALM Basket in Évreux in der LNB Pro B, für die er in 21 Spielen bei durchschnittlich 15 Minuten Einsatzzeit knapp sechs Punkte und vier Rebounds erzielte. In der darauffolgenden Spielzeit war er in Katar aktiv, bevor er für die Spielzeit 2008/09 nach Frankreich in die Pro B zurückkehrte. Beim Verein Basket Dordogne aus Boulazac kam er jedoch nur noch zu acht Einsätzen mit geringer Einsatzzeit, so dass der Vertrag Anfang Januar 2009 beendet wurde und Compaoré erneut nach Katar ging. Als Herzrhythmusstörungen festgestellt wurde, unterbrach Compaoré seine Karriere und kehrte in seine Heimat in Beauvais zurück, wo er sich als Jugendtrainer beim Verein Beauvais Basket Oise betätigte. Am 5. Mai 2011 unternahm er einen Fitness-Test, der zu einem Herzversagen führte. Nach Einlieferung in ein Krankenhaus wurde dort in der Nacht sein Tod im Alter von 23 Jahren festgestellt.